# EMF (группа)
EMF («Epsom Mad Funkers») — английская группа, сформированная в октябре 1989 года в Сайндерфорде. В течение первых восьми лет работы (1989—1997) EMF выпустили три студийных альбома и взяли перерыв, после которого воссоединились. Первый сингл группы «Unbelievable» достиг 3-го места в британских чартах и был хитом номер один в американском хит-параде Billboard Hot 100. Дебютный альбом «Schubert Dip» добрался до 3-й строчки в UK Albums Chart.

## История

### Формирование (1989)
Сначала они гастролировали с DJ Milf, у которого тогда была собственная группа Stateside, выпускающая музыку под именем Jose Sanchez. Все участники были относительно известны на местной музыкальной сцене до создания EMF в городе Сайндерфорд (Великобритания) в октябре 1989 г. Дерри Браунсон со своим братом Ли сформировал группу Flowerdrum, которую покинул, чтобы соединиться с Заком, Марком и Джеймсом как EMF. Иэн присоединился последним, уже испытав умеренный успех как член Apple Mosaic.
В их музыке были смешаны элементы легкого техно и звуки, характерные для рока, — EMF регулярно использовали семплеры и секвенсоры. Часто утверждалось, что на музыку EMF оказали влияние Jesus Jones. Действительно, эти две группы образовали тесную связь. Кроме того, их музыку восприняли как часть стилей мэдчестер и Indie dance. Они гастролировали по Великобритании в 1990 году со Stereo MC's, которые на тот момент были относительно неизвестыми. Участники EMF были в это время также известны своими бейсболками набок и мешковатыми шортами, которые они носили.

### Schubert DipиStigma(1990—1992)
В 1990 году их дебютный сингл «Unbelievable» возглавил чарты во многих странах по всему миру, а в США достиг первого места в июле 1991 г. Сингл включал семплы с репликами комика Эндрю Дайса Клэя. В 1991 году EMF выпустили свой дебютный альбом «Schubert Dip», который добрался до 3-го места в Великобритании. Дебют подкрепляли успешные синглы: «I Believe», «Children» и «Lies». Последний вызвал споры из-за включения семпла голоса Марка Чепмена, убийцы Джона Леннона. Йоко Оно добилась судебного запрета, и в последующие издания включалась изменённая версия.
В 1992 году EMF возвратились с мини-альбомом «Unexplained EP», включавшим кавер-версию «Search and Destroy», и позднее вторым студийным альбомом «Stigma». Оба эти релиза не имели успеха в чартах. Синглами были выпущены «Getting Through», «They’re Here» и «It’s You». Это было объяснено нехваткой новшества у EMF после их первого сингла, а также подъёмом брит-попа.

### Cha Cha Chaи первый распад (1995—2000)
EMF практически исчезли из поля зрения до выхода альбома «Cha Cha Cha» в 1995 году. С этого альбома были выпущены синглами «Perfect Day» и «Bleeding You Dry». Оба были высоко оценены, но плохо продавались.
Летом 1995 года EMF объединились с Виком Ривзом и Бобом Мортимером и записали «I’m a Believer» — кавер-версию песни The Monkees. Этот сингл продавался лучше, однако не вызвал энтузиазма у критиков. Потом группа выпустила «Afro King», который некоторыми был расценен как возвращение к стилю данс-поп, но релиз не имел успеха. После этого группа распалась в первый раз, тем не менее все участники продолжали играть музыку.

### Воссоединение и второй распад (2001—2006)
В 2001 году EMF дали концерт в честь воссоединения в Лондоне. Они также выпустили сборник лучших песен «Epsom Mad Funkers: The Best Of EMF».
3 января 2002 года в возрасте 31 года умер от передозировки наркотиков бас-гитарист группы Зак Фоли. EMF отыграли ещё четыре концерта в конце 2002 года и снова распались.
В 2005 году концерн Kraft Foods использовал трек EMF «Unbelievable» в рекламной кампании сыра Kraft Crumbles. Рефрен оригинальной песни «It’s unbelievable» был заменён слоганом «It’s crumbelievable». Реклама позже пародировалась Стивеном Кольбером на его шоу The Colbert Report.

### Второе воссоединение (2007—2009)
В 2007 году группа объявила, что в новом составе даст единственный концерт в лондонском ночном клубе Scala 18 декабря. Место Зака Фоли займёт Ричард Марч, который прежде был с Pop Will Eat Itself и Bentley Rhythm Ace.
В 2008 году EMF играли на Portsmouth Festival в четверг 9 октября и совместно с Carter USM в Birmingham Academy и Brixton Academy 21 и 22 ноября.
6 мая 2009 года EMF объявили, что из-за личных разногласий группа больше не будет выступать в ближайшем будущем, таким образом заканчивая их второе воссоединение.

## Участники
- Джеймс Аткин (англ. James Atkin, полн. James Saul Atkin) родился в Бирмингеме — вокал, гитара.
- Иэн Денч (англ. Ian Dench) родился в Челтнеме — гитара, клавишные.
- Дерри Браунсон (англ. Derry Brownson) родился в Глостере — клавишные и семплы.
- Марк Деклодт (англ. Mark Decloedt) родился в Глостере — барабаны.

Бывшие участники
- Зак Фоли (англ. Zac Foley, полн. Zachary Sebastian Rex James Foley), родился 9 декабря 1970 г. в Глостере; умер 3 января 2002 г. от передозировки наркотиков (героин, темазепам и алкоголь) — бас-гитара.
- DJ Milf родился в Глостере, сейчас живёт во Франции — сведение, семплы.

## Дискография

### Альбомы
| Год  | Альбом       | UK | B200 |
| ---- | ------------ | -- | ---- |
| 1991 | Schubert Dip | 3  | 12   |
| 1992 | Stigma       | 19 | -    |
| 1995 | Cha Cha Cha  | 30 | -    |

### Компиляции
- 2001 — The Best Of EMF: Epsom Mad Funkers

### Синглы и мини-альбомы
| Год  | Сингл              | UK | U.S. Hot 100 | U.S. Modern Rock | U.S. Dance | Альбом                             |
| ---- | ------------------ | -- | ------------ | ---------------- | ---------- | ---------------------------------- |
| 1990 | «Unbelievable»     | 3  | 1            | 3                | 9          | Schubert Dip                       |
| 1991 | «I Believe»        | 6  | -            | 10               | -          | Schubert Dip                       |
| 1991 | «Children»         | 19 | -            | 26               | -          | Schubert Dip                       |
| 1991 | «Lies»             | 28 | 18           | 27               | 6          | Schubert Dip                       |
| 1992 | Unexplained EP     | 18 | -            | -                | -          | Unexplained EP                     |
| 1992 | «They're Here»     | 29 | -            | 27               | 5          | Stigma                             |
| 1992 | «It’s You»         | 23 | -            | -                | -          | Stigma                             |
| 1995 | «Perfect Day»      | 27 | -            | -                | -          | Cha Cha Cha                        |
| 1995 | «Bleeding You Dry» | -  | -            | -                | -          | Cha Cha Cha                        |
| 1995 | «I'm a Believer»   | 3  | -            | -                | -          | non-LP track                       |
| 1995 | «Afro King»        | 51 | -            | -                | -          | non-LP track                       |
| 2001 | «Incredible»       | -  | -            | -                | -          | The Best of EMF: Epsom Mad Funkers |
| 2001 | «Let’s Go»         | -  | -            | -                | -          | The Best of EMF: Epsom Mad Funkers |